# Sarcophaga bulgarica
Sarcophaga bulgarica är en tvåvingeart som först beskrevs av Günther Enderlein 1936.  Sarcophaga bulgarica ingår i släktet Sarcophaga och familjen köttflugor.
Artens utbredningsområde är Bulgarien. Arten är reproducerande i Sverige. Inga underarter finns listade i Catalogue of Life.